# Riodeva
Riodeva és un municipi d'Aragó, situat a la província de Terol i enquadrat a la comarca de la Comunitat de Terol. Té una superfície de 3434 ha. Té una població de 198 habitants (INE 2008). El 2007 en tenia 186, dotze menys, però és una localitat bastant afectada per la despoblació, com es pot comprovar amb les dades del 1950, en què s'hi comptaven 816 habitants.

## Geografia
Limita amb el Racó d'Ademús, Libros, Villel, Cascante del Río i Camarena de la Sierra. La seva orografia està influenciada pel riu Deva, que dona nom a la població. Transcorre entre l'Aragó i València encaminant-se cap al sud-oest, serveix de límit entre les dues Comunitats per espai de diversos quilòmetres per a posteriorment descriure un brusc revolt i dirigir-se al Nord-oest on acaba desembocant en el Riu Guadalaviar (Túria a València). El seu cabal augmenta en l'època de pluges, ja que recull tota l'aigua de la Serra de Javalambre, on té el seu origen. El paratge natural més important i conegut es diu Los Amanaderos, i consisteix en un conjunt de 13 salts d'aigua de diferents altures i característiques geològiques i geomorfològiques, que es desenvolupen entre els 48 i els 1.5 metres d'altura. Per a la seva visita existeixen diversos recorreguts, un aparcament en el camí de Camarena i una taula d'interpretació. El Salt de les Yegüas, la Cascada de les Nimfes, la Caiguda de San Lorenzo o la Verge Blanca, i el Salto de los Carlistas són alguns d'ells. Amb una geografia muntanyenca, el ric Deva descendeix 500 metres d'altura des dels Amanaderos fins a la seva desembocadura en el Guadalaviar, en poc més de 1500 metres de recorregut, travessant terrenys calisos, de gres i franges de pissarra. Sortint del poble pel camí de l'horta s'arriba al canal Creuada lloc pel qual antigament es creuava l'aigua destinada al regadiu. A dos-cents metres es troba el Molino Montereta i una antiga central elèctrica. En la part oposada es troben grans serralades amb tallats, alguns d'ells superiors als 100 metres, com l'estret de la Cuafuerte. Destaca el pic anomenat Penya de l'Àguila, on es troba la zona de major explotació minera, a escassos metres del poble. Creuant el riu i pujant la pista cap a Mas de l'Om s'arriba a les cases d'Altamira, lloc des del qual es pot pujar a la Penya la Mora, que ofereix una panoràmica completa de la zona.

## Economia local
Produeix cereals, llegums i fruites. Manté en explotació una mina de sílices i caolins. En els últims anys està tenint lloc un cert desenvolupament turístic entorn dels Amanaderos i els seus salts d'aigua, que podria veure's incrementat amb els descobriments de fòssils realitzats per la Fundació Dinópolis de Terol.
El poble conta en la seva entrada amb nombrosos cellers excavades en la roca, pertanyents a una època en la qual va tenir una petita producció vinícola, i fins i tot venia a alguns pobles com Valacloche.
L'agricultura va ser durant molts anys el principal mitjà de vida dels seus habitants. Alguns veïns del poble comptaven amb bestiar oví, pel que el pasturatge era altra de les professions habituals al costat dels agricultors i els moliners. L'arribada de la mina de sílices i caolins, l'emigració en els anys 1960 a ciutats com Barcelona, València o Saragossa i el nou estil de vida dels últims anys han fet que l'agricultura tot just sigui un entreteniment per a alguns habitants que conserven petites hortes i fruiteres, havent-se perdut tota la producció de cereals, si bé encara en quedava una mica en els anys 80.
Riodeva comptava amb un dels oms més grans d'Espanya. La seva altura va arribar a ser superior a la torre de l'església, però va ser atacat per la grafiosi. En l'actualitat, el principal mitjà de vida dels seus habitants és la mina de sílice i caolí.

## Història
A Riodeva es troba una necròpoli romana situada en El Moral, es fa més de 2000 anys. Els vilatjans conten que el poble ho va fundar un asturià i que li va posar de nome Riodeva en honor del riu Deva asturià.
A l'Alta Edat Mitjana, al llarg de 1170 Alfonso II va conquistar Terol i a més Albarrasí, Riodeva juntament amb Villastar, Cascante, Valacloche, Libros i Tramacastiel que passarien a formar part d'un territori independent el centre del qual serà Villel. Van pertànyer primer a l'Ordre de Montegaudio, que es va fondre posteriorment amb l'Ordre del Tremp. Quan a principis del segle xiv es van extingir aquestes ordres, va passar a l'Ordre de San Juan de Jerusalem.
En 1495 pertanyia a la sobreculliola de Montalbán.
En 1646 passa a ser vereda de Terol, per això en 1834 quan es formen els Partits Judicials forma part del de Terol.
En anys recents han estat trobats en els voltants del poble restes d'un dels dinosaures més grans del món, el Turiasaurus Riodevensis. Les excavacions àdhuc continuen a càrrec d'un equip de la fundació paleontològica de Dinópolis.

## Culte
Existeixen tres llocs de culte pertanyents a l'església Catòlica.
L'església de la Verge dels Dolors va ser construïda en la segona meitat del segle xviii. L'Ermita de la Immaculada es va començar a construir en 1854 i van finalitzar les obres en 1857. Es va construir amb donatius del poble i del Canonge Magistral d'Albarrasí, José Ríos Marquès, fill del poble. Va ser restaurada recentment. Al nord del poble, a 1300m d'altitud es troba l'Ermita de Santa Bàrbara, on en el mes de maig es puja en romiatge per a celebrar la seva festa. La tradició oral també diu que aquest romiatge es feia perquè en estar l'ermita en terreny de Villel es va arribar a un acord que si no es pujava almenys una vegada a l'any aquesta passaria a ésser de Villel.

## Festes
Les seves festes patronals són el dia 10 d'agost, dia de San Lorenzo, i tenen cinc dies d'orquestres. Riodeva també celebra festes d'hivern, el 8 de desembre, dia de la Immaculada, les quals duren tres dies. Les noces dels seus habitants se solien celebrar en el poble en un dia sencer de festa en el qual es començava amb un desdejuni abans de la cerimònia en l'església o en l'ermita. D'allí s'anava a un banquet en el saló de l'ajuntament. Després del menjar se celebrava un ball i després se sopava. Fins a mitjans dels anys 70, tots els diumenges havia ball en un saló.

## Gastronomia
Són típiques les “gachas” de farina que es feien tradicionalment en el mata porc, acompanyades de diversos plats de tapes, pebrots, bacallà, conill amb alls, caragols i allioli i tomàquet fregit. També l'olla de bullit amb cansalada, mongetes, patates, botifarra d'arròs. Es preparen rovellons agafats en les mateixes forests de gres, elaborats amb les plantes aromàtiques del lloc, doncs en tot el terme de Riodeva es poden trobar varietat de farigola, romaní, camamilles, amb les que es pot elaborar la mel, i altres plats de la variada gastronomia aragonesa.